# 中村忠
中村忠（1942年2月22日—），是一名出身日本的空手道家。也是誠道塾空手道的創辦者。

## 生平
中村忠生於1942年2月22日。年輕時的中村忠學習過非常多流派的武術，包括剛柔流空手道、劍道以及極真派空手道。
中村忠於1956年拜於大山倍達的門下，並且在1959年升上黑帶初段。1961年，參加全日本學生空手道大會，並且奪得冠軍。
1962年中村忠與黒崎健時、藤平昭雄代表日本空手道界與泰拳選手進行比賽。中村忠擔任先鋒，並且贏得了優勝，此役也讓他一舉成為日本知名的空手道家。
1961年到1965年，中村忠於東京附近的美軍駐日基地擔任空手道教練。同時也在日本的大學擔任了三年的空手道社指導教練。之後更成為極真會館總本部的指導教練，並且在同時升上了七段。1965年更完成了百人組手的壯舉（但是後來因為被極真會給除名，所以紀錄也被極真會給抹銷了）。
1966年，中村忠被大山倍達選為極真會館北美支部的指導教練，並且在同年離開日本前往美國紐約。他的第一間道場設置於紐約的布魯克林區，並且在美國的極真會支部教導空手道達十年之久。
但是就在極真派空手道於美國日益壯大的同時，中村忠卻覺得極真派的素質越來越低落。也正式因此，中村開始對大山倍達的理念感到懷疑。於是在1976年，中村忠脫離極真會館，自行創立了屬於自己的空手道組織 誠道塾，組織全名為“世界誠道空手道連盟誠道塾”。
也正是因為脫離極真會館所造成的摩擦，極真會館首先將中村忠自組織中除名。而中村忠也在1977年，在停車場遭到不明人士持槍襲擊，所幸只是造成輕傷並無大礙。脫離極真會館之後，中村忠也逐漸淡出日本的空手道界。直到80年代末期，才因為著作《人間空手》一書的出版而再次受到日本空手道界的矚目。

## 外部連結
- 世界誠道塾空手道聯盟（页面存档备份，存于）（英文）